# Пилица (Бајина Башта)
Пилица је насеље у Србији у општини Бајина Башта у Златиборском округу. Према попису из 2022. било је 494 становника. У овом селу је рођен познати књижевник Драган Драгојловић.
Овде постоји израда дрвених чутура у селу Пилица.

## Демографија
У насељу Пилица живи 554 пунолетна становника, а просечна старост становништва износи 43,4 година (40,9 код мушкараца и 45,9 код жена). У насељу има 213 домаћинстава, а просечан број чланова по домаћинству је 3,07.
Ово насеље је великим делом насељено Србима (према попису из 2002. године).
|  |

| Демографија | Демографија | Демографија |
| Година      | Становника  | Становника  |
| ----------- | ----------- | ----------- |
| 1948.       | 1.099       |             |
| 1953.       | 1.115       |             |
| 1961.       | 929         |             |
| 1971.       | 811         |             |
| 1981.       | 741         |             |
| 1991.       | 742         | 731         |
| 2002.       | 653         | 667         |

| Етнички састав према попису из 2002.‍ | Етнички састав према попису из 2002.‍ | Етнички састав према попису из 2002.‍ | Етнички састав према попису из 2002.‍ | Етнички састав према попису из 2002.‍ |
| ------------------------------------ | ------------------------------------ | ------------------------------------ | ------------------------------------ | ------------------------------------ |
|                                      |                                      |                                      |                                      |                                      |
| Срби                                 | Срби                                 |                                      | 650                                  | 99,54%                               |
| Југословени                          | Југословени                          |                                      | 1                                    | 0,15%                                |
| непознато                            | непознато                            |                                      | 1                                    | 0,15%                                |

| Година пописа     | 1948. | 1953. | 1961. | 1971. | 1981. | 1991. | 2002. |
| ----------------- | ----- | ----- | ----- | ----- | ----- | ----- | ----- |
| Број домаћинстава | 166   | 173   | 172   | 170   | 181   | 205   | 213   |

| Број чланова      | 1  | 2  | 3  | 4  | 5  | 6 | 7 | 8 | 9 | 10 и више | Просек |
| ----------------- | -- | -- | -- | -- | -- | - | - | - | - | --------- | ------ |
| Број домаћинстава | 39 | 55 | 39 | 37 | 28 | 8 | 6 | 0 | 1 | 0         | 3,07   |

| Пол    | Укупно | Неожењен/Неудата | Ожењен/Удата | Удовац/Удовица | Разведен/Разведена | Непознато |
| ------ | ------ | ---------------- | ------------ | -------------- | ------------------ | --------- |
| Мушки  | 279    | 77               | 180          | 15             | 6                  | 1         |
| Женски | 291    | 48               | 176          | 61             | 5                  | 1         |
| УКУПНО | 570    | 125              | 356          | 76             | 11                 | 2         |

| Пол    | Укупно                    | Пољопривреда, лов и шумарство | Рибарство                            | Вађење руде и камена | Прерађивачка индустрија       |
| ------ | ------------------------- | ----------------------------- | ------------------------------------ | -------------------- | ----------------------------- |
| Мушки  | 178                       | 78                            | 0                                    | 0                    | 38                            |
| Женски | 142                       | 109                           | 0                                    | 0                    | 17                            |
| УКУПНО | 320                       | 187                           | 0                                    | 0                    | 55                            |
| Пол    | Производња и снабдевање   | Грађевинарство                | Трговина                             | Хотели и ресторани   | Саобраћај, складиштење и везе |
| Мушки  | 19                        | 13                            | 5                                    | 0                    | 10                            |
| Женски | 1                         | 0                             | 2                                    | 4                    | 2                             |
| УКУПНО | 20                        | 13                            | 7                                    | 4                    | 12                            |
| Пол    | Финансијско посредовање   | Некретнине                    | Државна управа и одбрана             | Образовање           | Здравствени и социјални рад   |
| Мушки  | 0                         | 1                             | 4                                    | 6                    | 2                             |
| Женски | 0                         | 0                             | 0                                    | 5                    | 1                             |
| УКУПНО | 0                         | 1                             | 4                                    | 11                   | 3                             |
| Пол    | Остале услужне активности | Приватна домаћинства          | Екстериторијалне организације и тела | Непознато            | Непознато                     |
| Мушки  | 1                         | 0                             | 0                                    | 1                    | 1                             |
| Женски | 1                         | 0                             | 0                                    | 0                    | 0                             |
| УКУПНО | 2                         | 0                             | 0                                    | 1                    | 1                             |